# Unterwiesbach
Unterwiesbach ist ein Gemeindeteil der Gemeinde Neumarkt-Sankt Veit im oberbayerischen Landkreis Mühldorf am Inn.
Das Dorf liegt auf der Gemarkung Wiesbach am westlichen Talhang des Wiesbachs an der Kreisstraße MÜ 1.

## Geschichte
Die Gemeinde Wiesbach, deren Gemeindeteil Unterwiesbach war, wurde zum Jahresbeginn 1972 in die Stadt Neumarkt-Sankt Veit eingemeindet.